# نوئوا هلوکا
نوئوا هلوکا (به اسپانیایی: Nueva Helvecia) شهری در کشور اروگوئه، استان کولونیا است که جمعیت آن در سرشماری سال ۲۰۰۴ میلادی ۱۰٬۰۰۲ نفر بوده‌است.